# Li Peifu
Li Peifu (en xinès:李佩甫; en pinyin: Lǐ Pèifǔ) (Xuchang, Henan 1953), escriptor xinès, Premi Mao Dun de Literatura de l'any 2015.

## Biografia
Li Peifu va néixer l'octubre de 1953 a Xuchang, província de Henan a la Xina.
El 1979 va començar a treballar al Centre de Cultura de Xuchang i es va convertir en editor de la revista Mangyuan ("莽原").
No va poder estudiar ni anar a la Universitat fins finalitzada la Revolució Cultural. El 1984, es va llicenciar en literatura xinesa per la Universitat de Ràdio i Televisió de Henan (河南 广播 电视大学).
El 1988 va ingressar a l'Associació d'Escriptors i l'Associació d'Art i Literatura de Henan.
Ha escrit una quantitat important de relats curts, de novel·les i de guions per a la televisió.
El 2015, amb la seva novel·la 生命册, traduïda a l'anglès com The Book of Life o A Record of Life, va ser un dels cinc guanyadors del Premi Mao Dun on retrata la transformació de mig segle de la Xina, a partir de la història de la fugida de la pobresa del seu protagonista Wu Zhipeng, un camperol del seu poble natal a la província de Henan. En una entrevista va declarar les dificultats que va tenir per escriure aquesta obra : "Vaig trigar tres anys a escriure aquesta obra, però vaig trigar 50 anys a preparar-la. Inicialment vaig escriure 80.000 paraules, però després les vaig eliminar totes. El meu hàbit d'escriptura és utilitzar la primera frase per definir el llenguatge i la direcció emocional de tota l'obra. Però aleshores no vaig trobar la primera frase. Més tard vaig anar a viure al camp durant tres mesos i, després de tornar, un dia, em vaig adonar de sobte: sóc una llavor. Aquesta és la primera frase de la novel·la, vaig trigar un any o dos a trobar-la."
Se'l considera un gran retratista de personatges que tenen la qualitat visual d'un quadre o d'una pel·lícula, fet que ha portat que algunes de les seves obres han estat adaptades al cinema.

## Obres destacades
- 1999: 羊的门, Door of the Sheepfold
- 2000: 金屋, The Golden House
- 2003: 城的灯, The Light of the Cities
- 2005: 李氏家族, El clan dels Li
- 2007: 钢婚, Noces d'acer
- 2012: 生命册, L'àlbum de la vida

### Guions per a la televisió
- The Story of Ying River, 颍河故事
- Ordinary Story, 平平常常的故事
- Memorable Years: Stories of Red Flag Canal 难忘岁月——红旗渠的故事
- Shen Fengmei 申凤